# Fulgence Bienvenüe
Fulgence Marie Auguste Bienvenüe (1852 - 1936) là một kỹ sư xây dựng người Pháp, cha đẻ của hệ thống tàu điện ngầm Métro Paris.

## Xuất thân
Fulgence Bienvenüe sinh ngày 27 tháng 1 năm 1852 tại Uzel, Côtes-d'Armor. Ông là con út trong một gia đình 13 anh em. Gia đình ông gốc Bretagne và có thông gia với gia đình Thống chế Ferdinand Foch và Mazurié de Kéroualin vùng Segré.
Cha ông là một công chứng viên (notaire) và rất có học thức, người đã có những ảnh hưởng quan trọng đến con đường học vấn của Bienvenüe. Ông của Fulgence Bienvenüe, một quan tòa, luật gia, nhà văn, nhà bút chiến, được bầu vào Hội đồng dân biểu (Chambre des Représentants) năm 1815. Anh họ của Bienvenüe là Edouard Bienvenüe (1901-1980), công chứng viên ở Mayenne từ 1934 đến 1965 và ủy viên Hội đồng thành phố đó từ 1940 đến 1958.

## Sự nghiệp
Bienvenüe đỗ tú tài năm 15 tuổi. Ba năm sau đó, năm 1870, ông vào học ở trường Bách khoa Paris, nhưng cùng các sinh viên Bách khoa khác, ông phải bỏ dở vì Công xã Paris xảy ra. Năm 1872, Bienvenüe vào học tại trường Cầu đường Quốc gia (École nationale des ponts et chaussées).
Sau khi ra trường, Bienvenüe được bổ nhiệm làm việc (chef d'arrondissement) ở Normandie. Ông đã chỉ huy thi công hai tuyến đường sắt Fougères-Vire và Domfront-Alençon. Ngày 25 tháng 2 năm 1881, trong một tai nạn trên tuyến đường sắt Pré-en-Pail-Mayenne, ông bị mất cánh tay trái.
Năm 1884, Bienvenüe được thuyên chuyển về Paris và làm việc cho thành phố, xây dựng các con đường công cộng. Ông tham gia xây dựng đường sắt cáp kéo (funiculaire) Belleville, được hoàn thành tháng 9 năm 1890. Bienvenüe cũng tham gia sửa chữa Buttes Chaumont và đại lộ République. Những công trình đó đã giúp ông được thăng tiến và nhiều người biết đến.

## Tàu điện ngầm - Métro de Paris

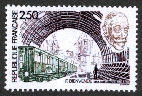
Con tem tưởng niệm Bienvenüe 1987

Năm 1895, ông chuẩn bị một sơ đồ dự án tàu điện ngầm dựa theo những nghiên cứu của Berlier. Ông trình bày dự án cuối cùng cho Hội đồng thành phố thông qua ngày 9 tháng 7 năm 1897. Ngày 4 tháng 10 1898, bắt đầu khởi công xây dựng hệ thống métro Paris. Tuyến đầu tiên Porte de Vincennes - Porte Maillot hoàn thành 19 tháng 7 1900 bởi Bienvenüe. Cùng năm đó ông được nhận Huân chương Bắc đẩu bội tinh. Năm 1911, ông được bầu vào Ban đường sá công cộng (service de la voie publique, phục vụ xây dựng, chiếu sáng, vệ sinh) phụ trách việc xây dựng métro Paris.
Khi Chiến tranh thế giới thứ nhất nổ ra, 62 tuổi, Bienvenüe xin nhập ngũ nhưng bị từ chối. Fulgence Bienvenüe khi đó còn quá quan trọng cho thủ đô. Sau đó, năm 1917, ông trở thành giám đốc Port de Paris. Bienvenüe sửa chữa kênh Ourcq và Saint-Denis. Ông cũng cho xây dựng một cảng mới ở Gennevilliers. Năm 1929, Bienvenüe được trao Huân chương Bắc đẩu bội tinh hạng nhất (Grand-Croix de Légion d'honneur) bởi Thống chế Ferdinand Foch. Ông nghỉ hưu vào ngày 6 tháng 12 1932 vào tuổi 80.
Fulgence Bienvenüe mất ngày 3 tháng 8 năm 1936 và được mai táng tại Nghĩa trang Père Lachaise.